# Elassoptila microxutha
Elassoptila microxutha är en fjärilsart som beskrevs av Turner 1902. Elassoptila microxutha ingår i släktet Elassoptila och familjen snigelspinnare. Inga underarter finns listade i Catalogue of Life.